# Nodaria parallela
Nodaria parallela är en fjärilsart som beskrevs av George Thomas Bethune-Baker 1911. Nodaria parallela ingår i släktet Nodaria och familjen nattflyn. Inga underarter finns listade i Catalogue of Life.